# 加味逍遙散
加味逍遙散（かみしょうようさん）とは、漢方処方の一つ。『和剤局方』に収載されている「逍遙散」に山梔子と牡丹皮を加えた処方で、別名「丹梔逍遙散」（たんししょうようさん）ともいう。加味逍遙散の出典については諸説ある。主に女性に用いられる漢方薬である。不安感やイライラ等には性別問わず適応。病院で処方される医療用医薬品と薬局等で購入できる一般用医薬品がある。味は苦みが強く飲みにくいため錠剤漢方もある。

## 効果・効能
比較的体質虚弱で、のぼせ感があり、肩がこり、疲れやすく、精神不安やイライラ、いらだちなどの精神神経症状、ときに便秘の傾向のあるものの次の諸症 : 
冷え症、虚弱体質、月経不順、月経困難、更年期障害、血の道症、不眠症

## 組成
加味逍遙散の構成生薬は以下の10味からなる。
当帰（トウキ）3、芍薬（シャクヤク）3、白朮（ビャクジュツ）3、茯苓（ブクリョウ）3、柴胡（サイコ）3、牡丹皮（ボタンピ）2、山梔子（サンシシ）2、甘草（カンゾウ）1.5-2、生姜（ショウキョウ）1、薄荷葉（ハッカヨウ）1

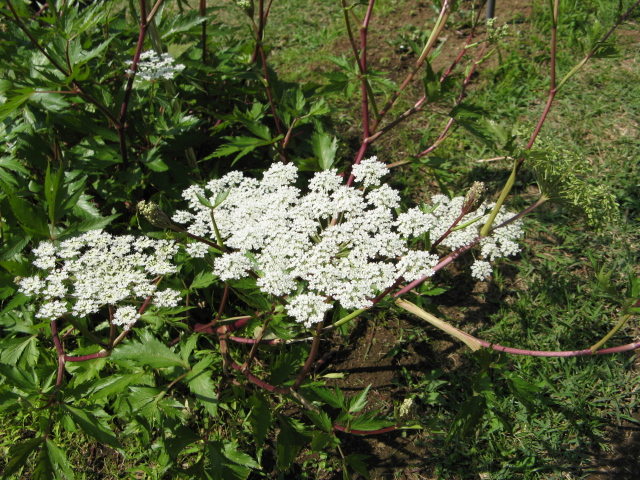
当帰
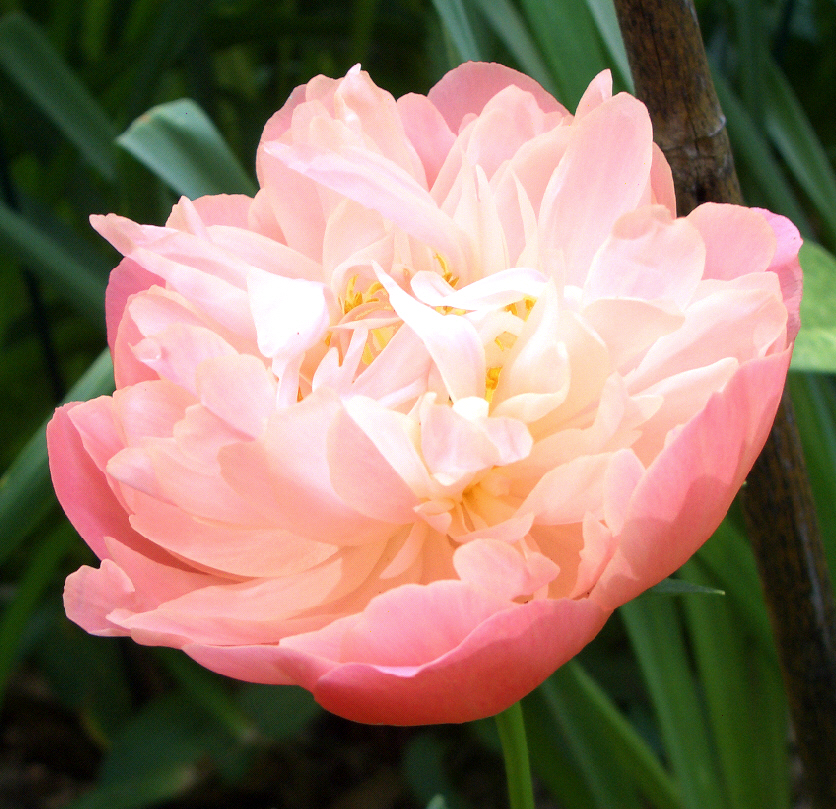
芍薬
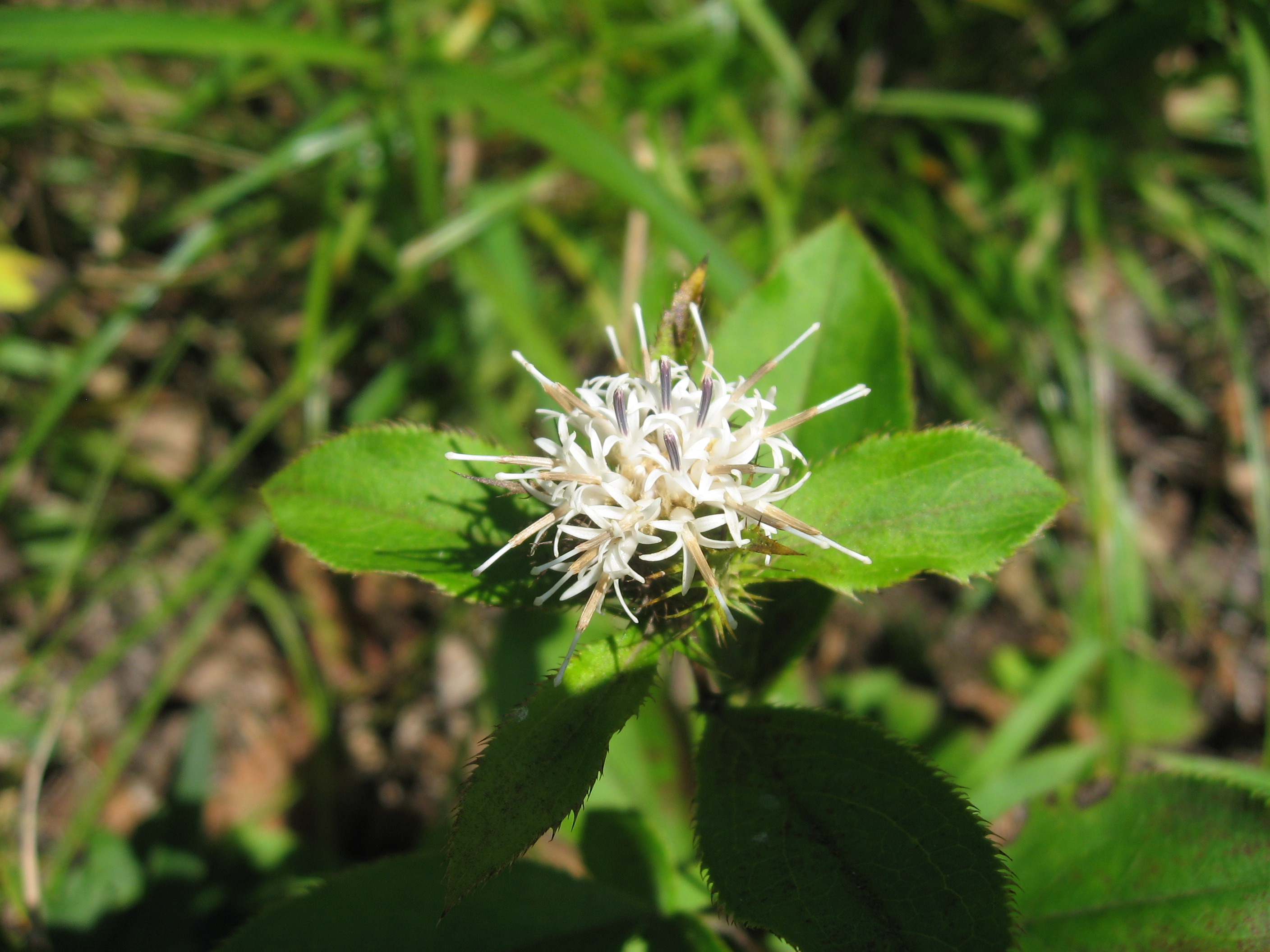
白朮
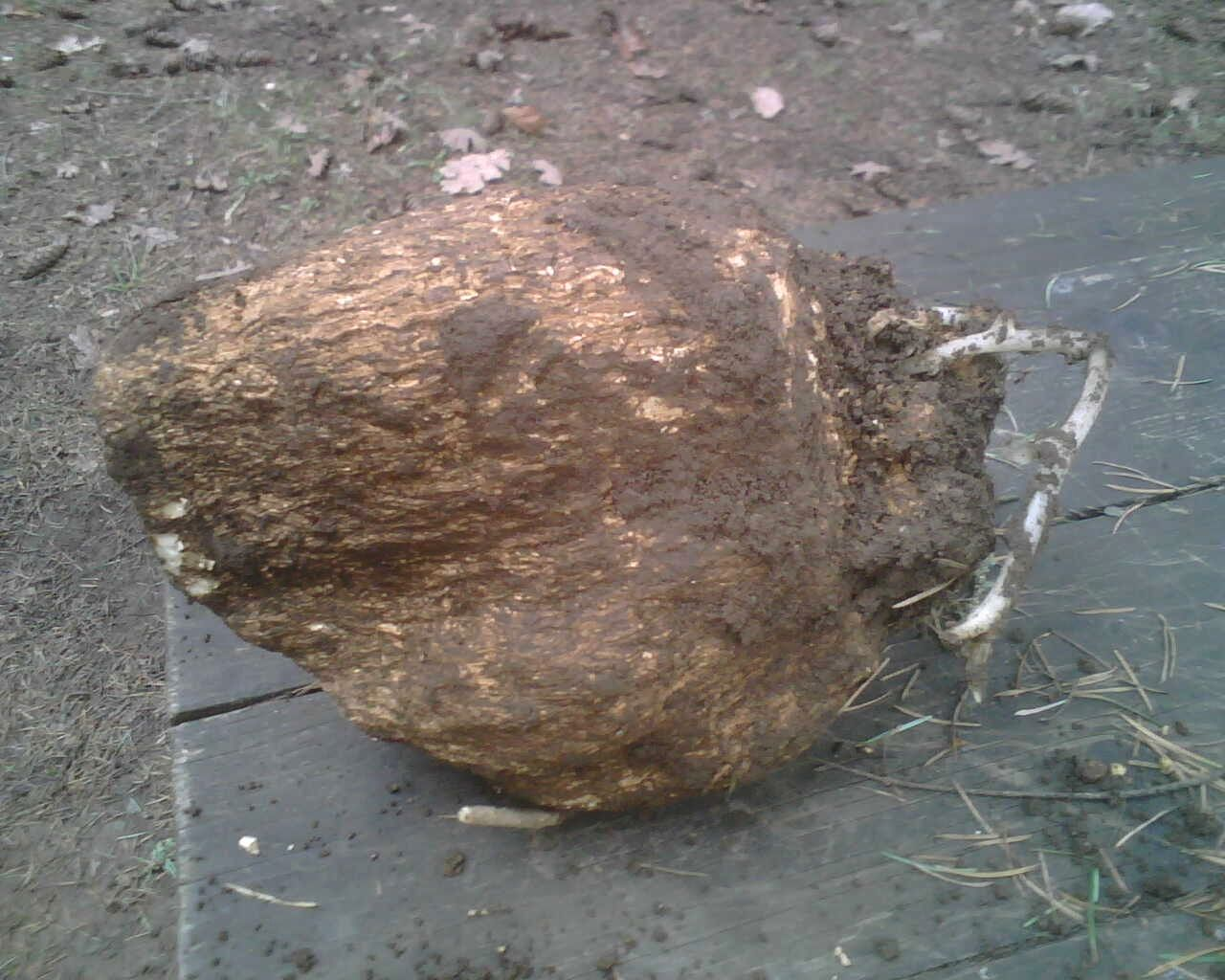
茯苓
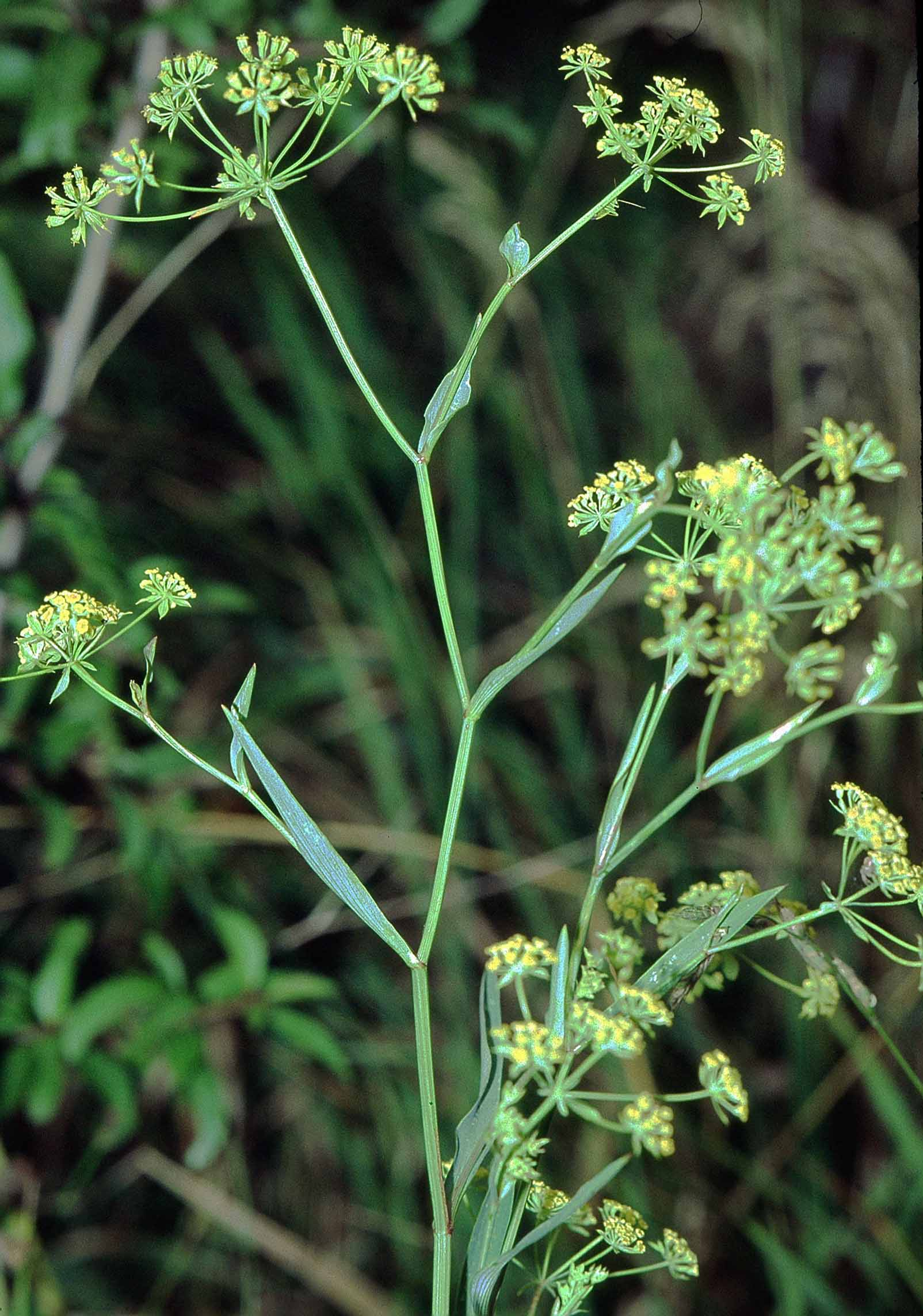
柴胡
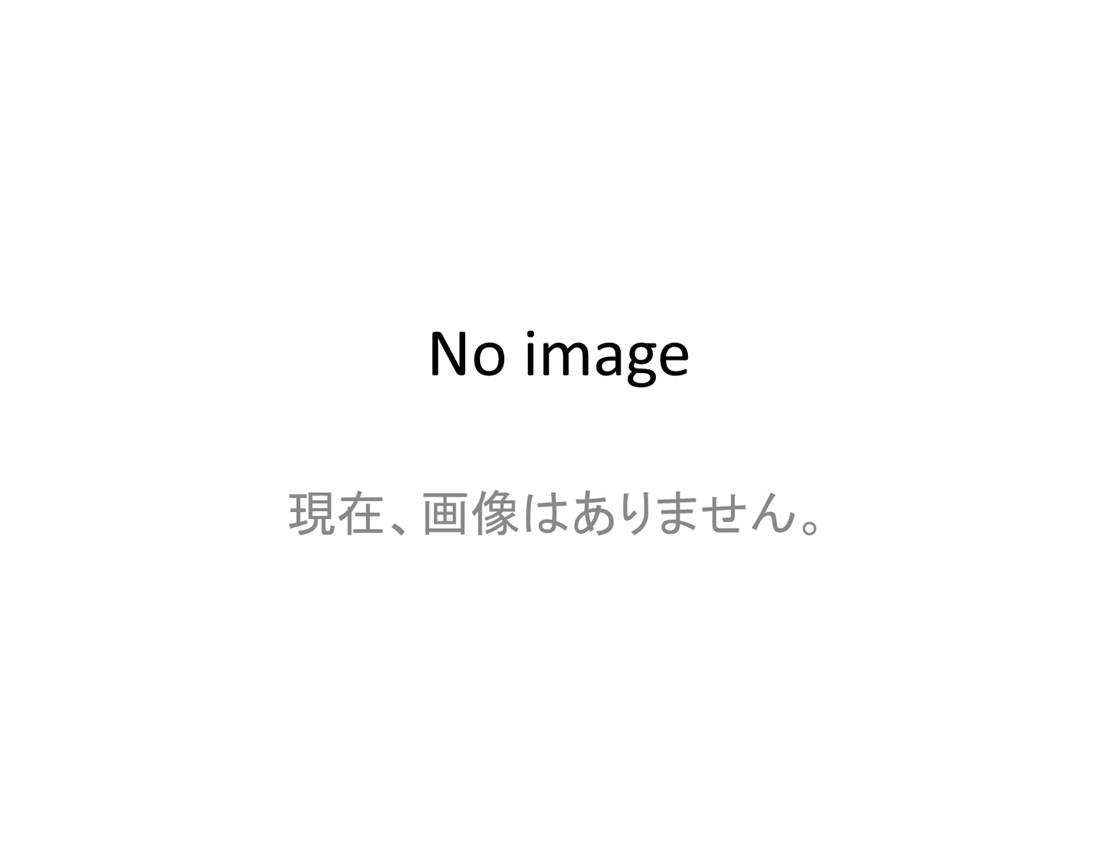
牡丹皮
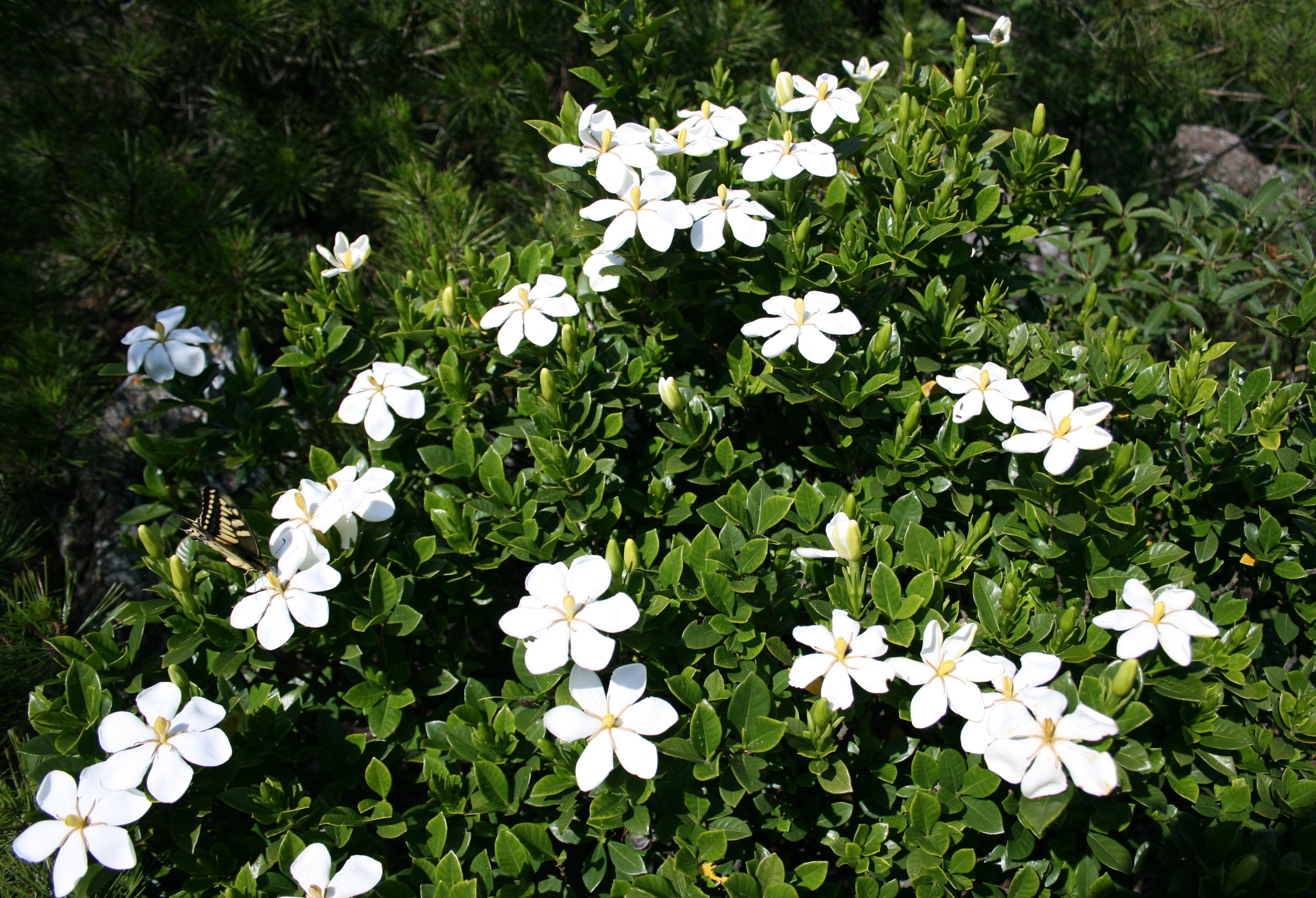
山梔子
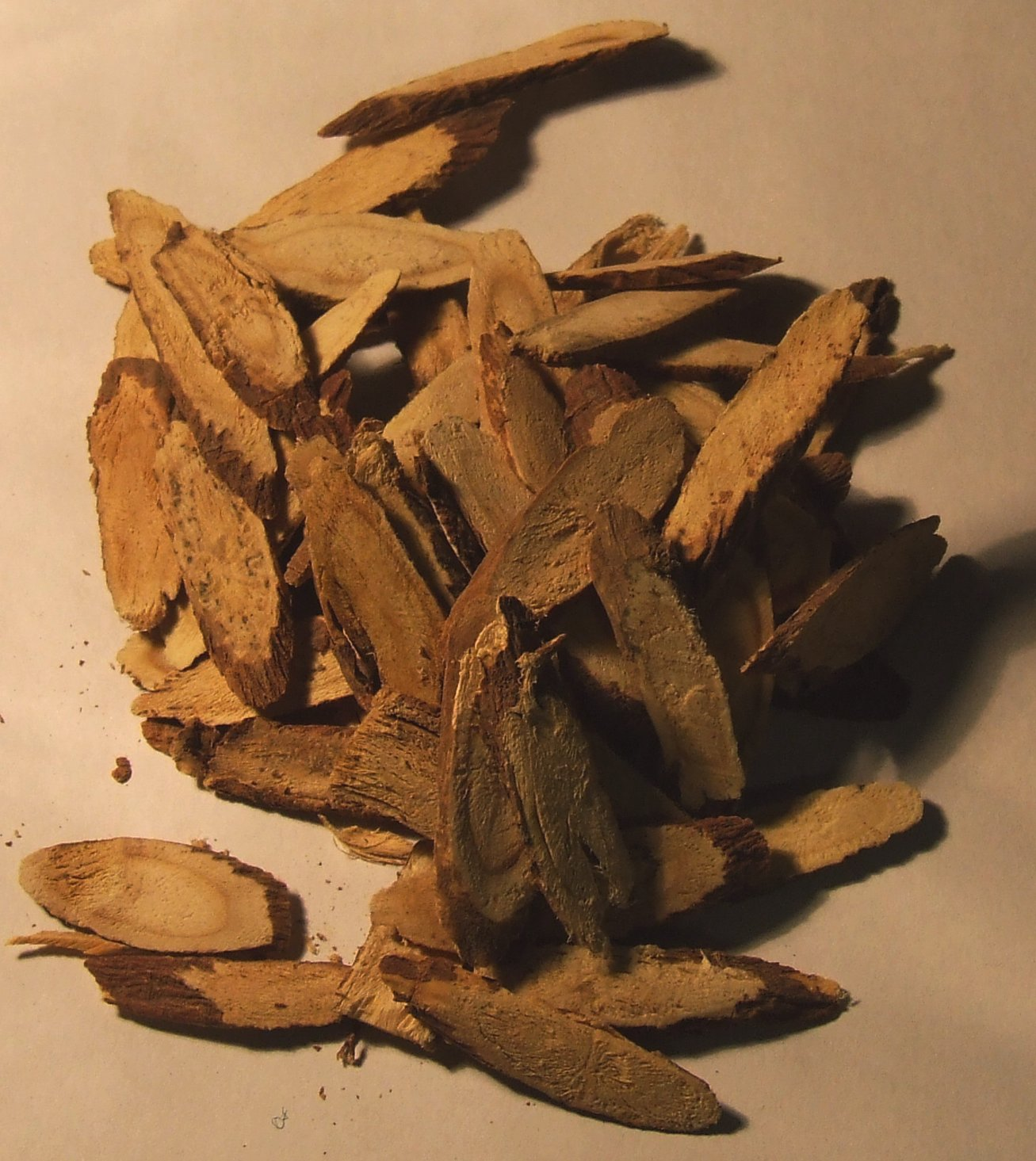
甘草
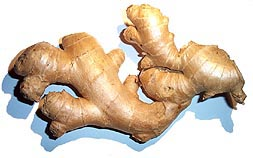
生姜
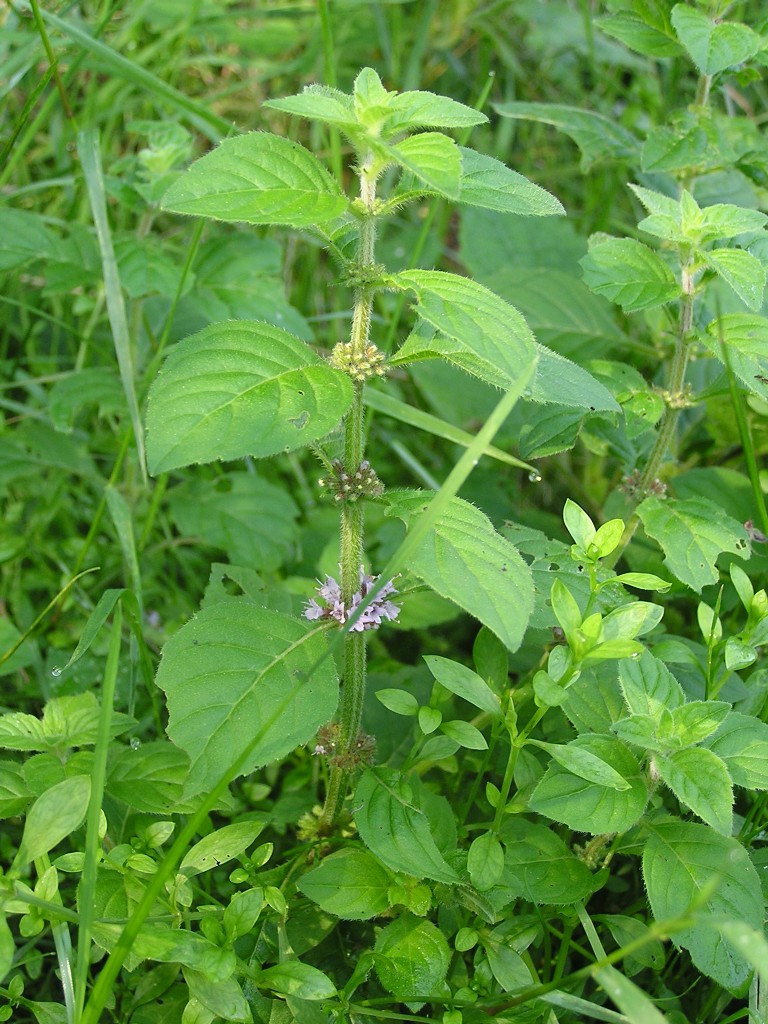
薄荷葉

## 局方収載
第十五改正の日本薬局方から、上記構成生薬を乾燥エキス化した「加味逍遙散エキス」（Kamishoyosan Extract）が収載された。

## 出典

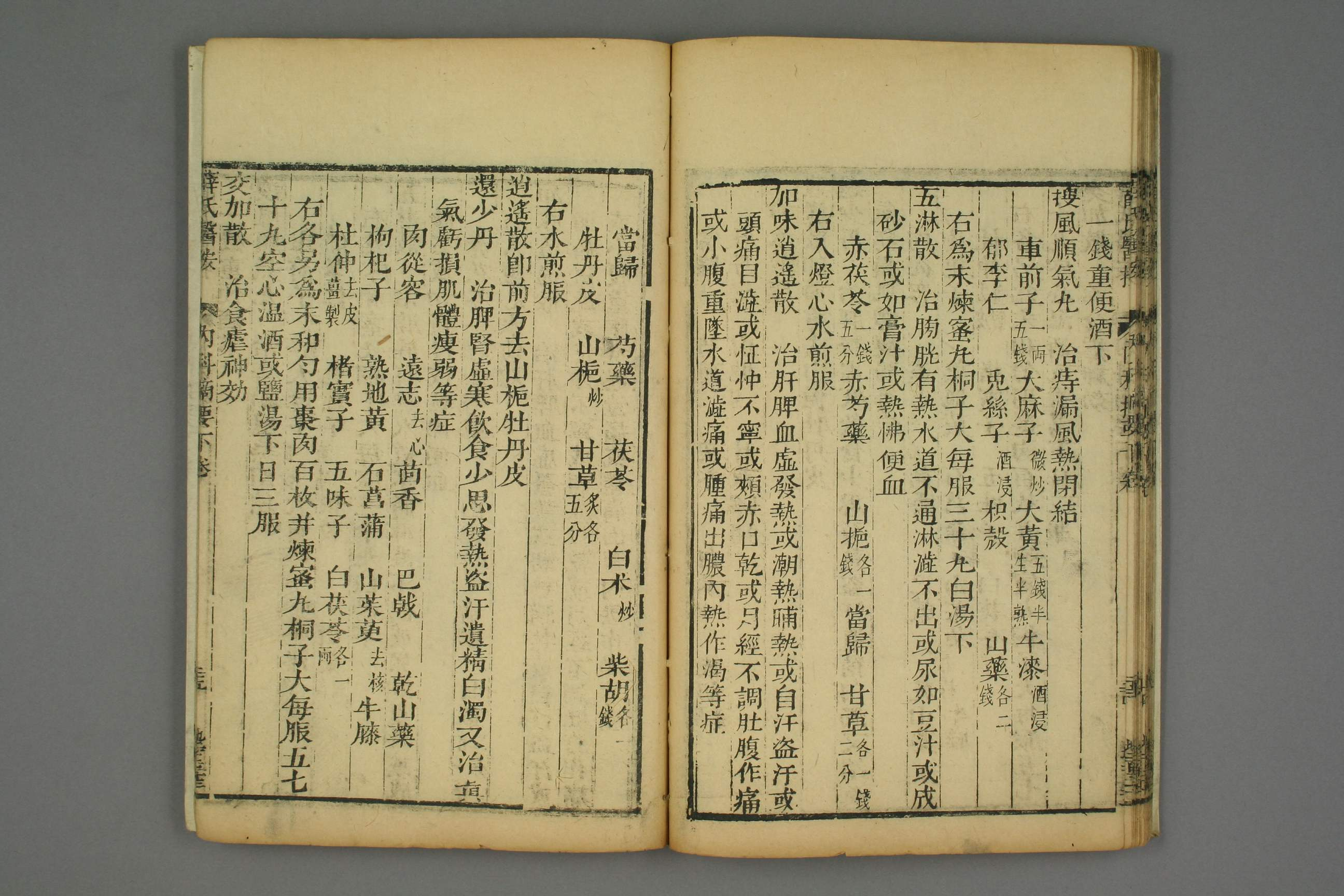
『内科摘要』中の「加味逍遙散」

### 処方名
「逍遙散」に山梔子と牡丹皮を加味したという意であるが、「逍遙散」とは逍遙翺翔（しょうようこうしょう：フラフラ飛び廻る様な）として定まらない愁訴を治すとの意味である。

## 慎重投与
1. 著しく胃腸の虚弱な患者
2. 食欲不振、悪心、嘔吐のある患者

## 相互作用

### 併用注意
1. カンゾウ含有製剤
2. グリチルリチン酸及びその塩類を含有する製剤

## 副作用

### 重大な副作用
偽アルドステロン症、ミオパシー、肝機能障害、黄疸

### その他の副作用
1. 過敏症：発疹、発赤、掻痒等
2. 消化器：食欲不振、胃部不快感、悪心、嘔吐、腹痛、下痢等

## 薬効・薬理

### 動物実験
1. 更年期障害モデル（卵巣摘出）マウスに加味逍遙散を経口投与したところ、ストレス負荷によるペントバルビタールナトリウム誘発睡眠時間の短縮が抑制された[10]。
2. 更年期障害モデル（卵巣摘出）ラットに加味逍遙散を経口投与したところ、性腺刺激ホルモン放出ホルモン （LH-RH）による皮膚温上昇が抑制された[11]。
3. 更年期障害モデル（卵巣摘出）ラットに加味逍遙散を経口前投与したところ、副腎皮質刺激ホルモン放出ホルモン（CRF）脳室内投与による自発運動亢進が抑制された[12]。

## 関連処方
- 逍遙散
- 加味逍遙散合四物湯

## 関連文献
- 松田邦夫「加味逍遙散有効男性例」『日本東洋醫學會誌』第26巻第3号、日本東洋医学会、1975年、158-160頁、doi:10.14868/kampomed1950.26.158、ISSN 04682548、CRID 1390282680356738432。